# Lijst van gemeentelijke monumenten in Sint-Oedenrode
De plaats Sint-Oedenrode, onderdeel van de gemeente Meierijstad, kent 15 gemeentelijke monumenten; hieronder een overzicht.
| Object | Bouwjaar                         | Architect | Locatie           | Coördinaten                   | Nr.     | Afbeelding |
| --- | -------------------------------- | --------- | ----------------- | ----------------------------- | ------- | --- |
| Woonhuis |                                  |           | Borchmolendijk 13 | 51° 33' 56" NB, 5° 27' 44" OL | 1948/1  | Woonhuis |
| De Kolk | eerste vermelding stamt uit 1320 |           | Borchmolendijk 31 | 51° 33' 59" NB, 5° 27' 52" OL | 1948/2  | Meer afbeeldingen                                                                                                  |
| |                                  |           | Heuvel 23         | 51° 33' 42" NB, 5° 27' 36" OL | 1948/5  | |
| Winkel/woonhuis |                                  |           | Heuvel 4-6        | 51° 33' 49" NB, 5° 27' 35" OL | 1948/4  | Winkel/woonhuis |
| Voormalige hotel restaurant De Gouden Leeuw                                                                        | 17de-eeuwse kern                 |           | Markt 10          | 51° 33' 53" NB, 5° 27' 38" OL | 1948/12 | Voormalige hotel restaurant De Gouden Leeuw                                                                        |
| Woonhuis |                                  |           | Markt 11          | 51° 33' 51" NB, 5° 27' 40" OL | 1948/13 | Woonhuis |
| Pand met clectische gevel, afgesloten door een attieklijst om het hoog oprijzende achterliggende dak te verhullen. | Gevel uit ca. 1875, oudere kern  |           | Markt 12          | 51° 33' 53" NB, 5° 27' 37" OL | 1948/14 | Pand met clectische gevel, afgesloten door een attieklijst om het hoog oprijzende achterliggende dak te verhullen. |
| Café |                                  |           | Markt 13          | 51° 33' 51" NB, 5° 27' 40" OL | 1948/15 | Café |
| Café |                                  |           | Markt 15          | 51° 33' 51" NB, 5° 27' 39" OL | 1948/16 | Café |
| Winkel/woonhuis |                                  |           | Markt 28          | 51° 33' 51" NB, 5° 27' 36" OL | 1948/17 | Winkel/woonhuis |
| Parochiehuis | 1904                             |           | Markt 30          | 51° 33' 50" NB, 5° 27' 36" OL | 1948/18 | Parochiehuis |
| Pastorie | 1880                             |           | Markt 32          | 51° 33' 50" NB, 5° 27' 36" OL | 1948/19 | Pastorie |
| Winkel/woonhuis |                                  |           | Markt 9           | 51° 33' 51" NB, 5° 27' 41" OL | 1948/11 | Winkel/woonhuis |
| Vm. sigarenfabriek Mignot & De Block                                                                               |                                  |           | Nijnselseweg 2    | 51° 33' 38" NB, 5° 27' 45" OL | 1948/20 | Vm. sigarenfabriek Mignot & De Block                                                                               |
| Woonhuis |                                  |           | Stompersstraat 4  | 51° 33' 56" NB, 5° 27' 39" OL | 1948/25 | Woonhuis |